# Köla kyrka

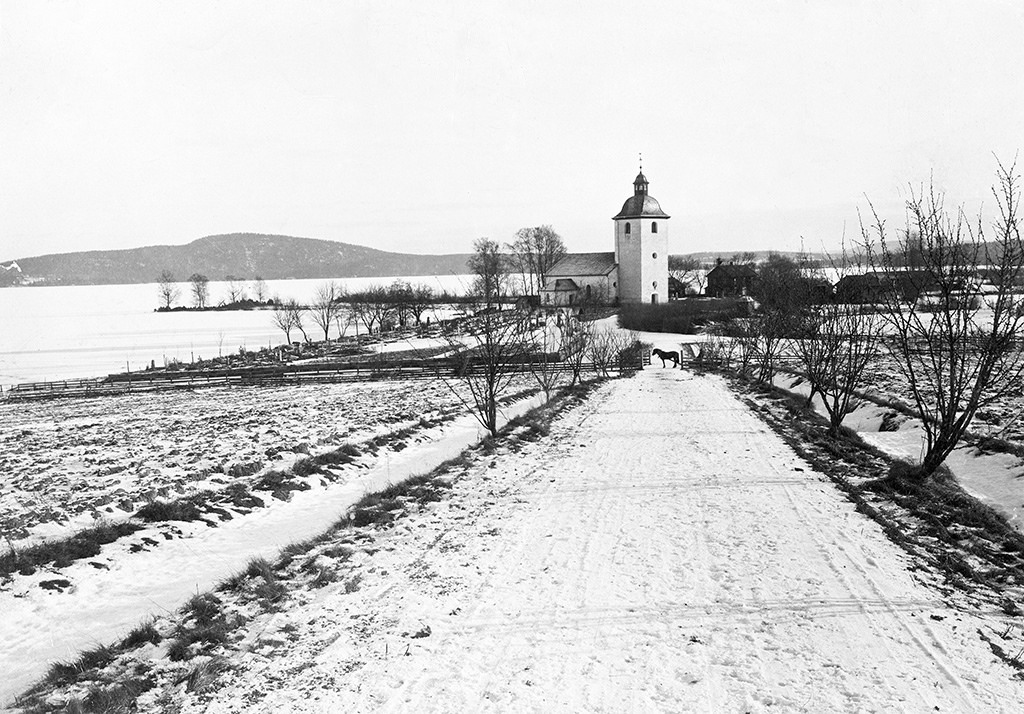
Köla kyrka vid Hugn. Bilden är tagen omkring år 1900.

Köla kyrka är en kyrkobyggnad som tillhör Köla församling i Karlstads stift. Kyrkan ligger vid sjön Hugn, nära norska gränsen. Omkring en mil norr ligger Charlottenberg och omkring en mil söder ligger Koppom.

## Kyrkobyggnaden
Tidigare kyrka på platsen var en träkyrka, sannolikt av medeltida ursprung.
Nuvarande stenkyrka började byggas 1699 och invigdes 1702.
Kyrkan består av långhus med tresidigt kor i öster och en vidbyggd sakristia vid norra sidan. Från början fanns vid västra sidan ett vapenhus som 1784 ersattes av nuvarande kyrktorn. 1813 utfördes en reparation då kyrkan byggdes på med tre stockvarv och försågs med skiffertak. 1828 fick även tornet skiffertak. En restaurering genomfördes 1931 under ledning av arkitekt Bror Almquist. Interiörens 1700-talskaraktär återställdes efter 1800-talets förändringar. Bland annat tog man fram den ursprungliga polykroma färgsättningen på predikstol och altaruppsats. 1934 fick korfönstren glasmålningar utförda efter ritningar av konstnären Anders Byberg. 1966 installerades elektrisk uppvärmning. Vid en restaurering 1971 fick ytterväggarna ny puts. Torntakets lanternin restaurerades och fick ny kopparbeläggning.

## Inventarier
- I korets södra del står en dopfunt av täljsten från 1200-talet.
- Altaruppsatsen tillverkades 1703 - 1705 av bildhuggare Nils Falk.
- Predikstolen är tillverkad 1723 av bildhuggaren Olof Bruse.

## Orgel
- 1897 byggdes en orgel av E. A. Zetterquist & Son i Örebro med 10 stämmor. Tidigare stod ett harmonium i kyrkan. Orgeln blev invigd söndagen 10 oktober 1897.[1]
- 1963 byggde Olof Hammarberg en mekanisk orgel med fasaden från 1897 års orgel.

| Huvudverk I   | Svällverk II  | Pedal         | Koppel |
| Rörflöjt 8’   | Gedakt 8’     | Subbas 16’    | I/P    |
| Princial 4’   | Rörflöjt 4’   | Principal 8’  | II/P   |
| Hålflöjt 2’   | Principal 2’  | Nachthorn 4'  | II/I   |
| Gemshorn 2’   | Nasat 1 1⁄3’  | Kvintadena 2' |        |
| Mixtur 3 chor | Scharf 2 chor |               |        |
| Trumpet 8’    | Regal 8'      |               |        |